# IC 1613
IC 1613은 고래자리에 있는 불규칙 은하이다. 우리 은하에 234km/s의 속도로 가까워지고 있다.